# Ernest Olivier
Pour les articles homonymes, voir Olivier (homonymie).
Joseph Ernest Olivier, né et mort à Moulins respectivement le 6 janvier 1844 et le 26 janvier 1914, plus connu comme Ernest Olivier, est un entomologiste et botaniste français, reconnu pour être un spécialiste des lucioles (Lampyridae).

## Biographie
Dès 1888 il fut le fondateur et le directeur de la Revue scientifique du Bourbonnais et du centre de la France. Il a aussi mené quelques actions dans les domaines de la politique et du journalisme car il fut conseiller municipal et plus tard maire de Chemilly, dans l'Allier, de 1890 jusqu'à sa mort et fut fondateur de la Gazette de l'Allier. Entre autres, il fut membre de la Société entomologique de France et de la Royal Entomological Society. Sa Flore populaire de l'Allier se compte parmi ses travaux de botaniste.
Il était le petit-fils de l'entomologiste Guillaume-Antoine Olivier,.
Dans les dernières années de sa vie, Ernest Olivier fut membre de la Société des Amis du Muséum national d'histoire naturelle, fondée en 1907,,.
Huit ans après la mort d'Olivier, en 1922, le comité de rédaction de la Revue scientifique du Bourbonnais créa la Société scientifique du Bourbonnais pour l'étude et la protection de la nature. Aussi bien la Revue que la Société existent encore aujourd'hui.
Le code standard IPNI pour nommer Ernest Olivier en tant qu'auteur est E.Olivier.